# 过度换气
过度换气又称过度通气，是由于过量的肺部通气导致二氧化碳不断排出，超过了身体产生二氧化碳的速率，造成血中二氧化碳张力降低（低碳酸血症），可能导致碱中毒 。
过度换气综合征（hyperventilation syndrome）或通气过度综合征、高通气综合征，是由于通气过度，超过生理代谢所需而引起的综合征，具有与焦虑相关（情绪紧张、癔病发作等）的呼吸困难及呼吸急促，并伴有全身很多躯体和精神神经表现的临床症状。

## 机制
当肺部过度通气时，血液中二氧化碳通过肺部排出的速率超过了身体产生二氧化碳的速率。这使得血液中的二氧化碳含量降低，而导致低二氧化碳血症。此时身体通常会尝试提高代谢速率来缓解这一状况，当无法缓解时，则会导致血液酸碱值提高，称为呼吸性碱中毒。

## 症状
当过度换气发展到呼吸性碱中毒时，将会引发一系列的症状，例如头晕，嘴唇或手脚的麻木或刺痛感，头痛，虚弱，昏厥和癫痫等。极少数患者还可能会出现手足痉挛。

## 诱因
过度换气可能的诱因包括压力，紧张，恐惧以及焦虑等。其他可能的诱因包括由于高海拔地区的较低气压，头部外伤，窒息，呼吸功能紊乱，心血管疾病以及部分药物副作用等。过度换气也可以通过进行快速的深呼吸来被人为诱发。